# Despacito
"Despacito" é uma canção do cantor porto-riquenho Luis Fonsi e do rapper compatriota Daddy Yankee, para o nono álbum de estúdio de Fonsi, Vida (2018). Em 12 de janeiro de 2017, a Universal Music Latin lançou "Despacito" e seu videoclipe, que mostra os dois artistas que interpretam a música no bairro La Perla de Old San Juan, Porto Rico e o bar local La Factoría. A música foi escrita por Fonsi, Erika Ender e Daddy Yankee, e foi produzida por Andrés Torres e Mauricio Rengifo. Uma versão de remix com o cantor canadense Justin Bieber foi lançada em 17 de abril de 2017, o que ajudou a melhorar o desempenho do gráfico da música em vários países, particularmente no mundo de língua inglesa.
“Despacito” é descrita como uma música reggaeton-pop composta em tempo comum com letras sobre ter uma relação sexual, realizada de forma lisa e romântica. Comercialmente, a música rematou as paradas de 47 países e alcançou o top 10 dos dez outros, tornando-se o single mais bem sucedido de Fonsi e Daddy Yankee até o momento. Foi uma das 7 canções em língua estrangeira a atingir o topo da Billboard Hot 100 (a primeira desde "Macarena (Bayside Boys Mix)" em 1996).
Em 4 de agosto de 2017, o videoclipe de "Despacito" tornou-se o vídeo mais visto do YouTube de todos os tempos depois recebendo a sua visão de 3 bilhões e tornando-se o primeiro vídeo do site a alcançar esse marco. Mais tarde, tornou-se o primeiro vídeo do YouTube a atingir 4 bilhões de visualizações em 11 de outubro de 2017, e posteriormente, em Fevereiro de 2019 passando a 6 bilhões de visualizações, O que é cerca de 75% de toda a População da Terra.
Após seu lançamento, "Despacito" recebeu críticas em sua maioria favoráveis dos críticos de música, que elogiaram a fusão entre os ritmos latinos e urbanos, a pegada da música e a pintura de letra. Ganhou Grammy Latino de Gravação do Ano, Canção do Ano, Melhor Fusão Urbana / Performance, e Melhor Vídeo de Música de Formato Curto no Grammy Latino de 2017. Em 2017, "Despacito" foi classificado como a quinta melhor música latina de todos os tempos pela Billboard e foi posicionado dentro das dez melhores músicas do ano por Time, Billboard e Rolling Stone. A versão remix recebeu três indicações ao Grammy Awards como Gravação do ano, Canção do ano e Melhor desempenho de pop em duo ou grupo na edição de 2018. "Despacito" também foi classificada entre as melhores músicas latinas de todos os tempos e as melhores músicas de 2017 por várias publicações, que se referiam a ela como uma das mais bem sucedidas faixas em espanhol da história da música pop.

## Antecedentes

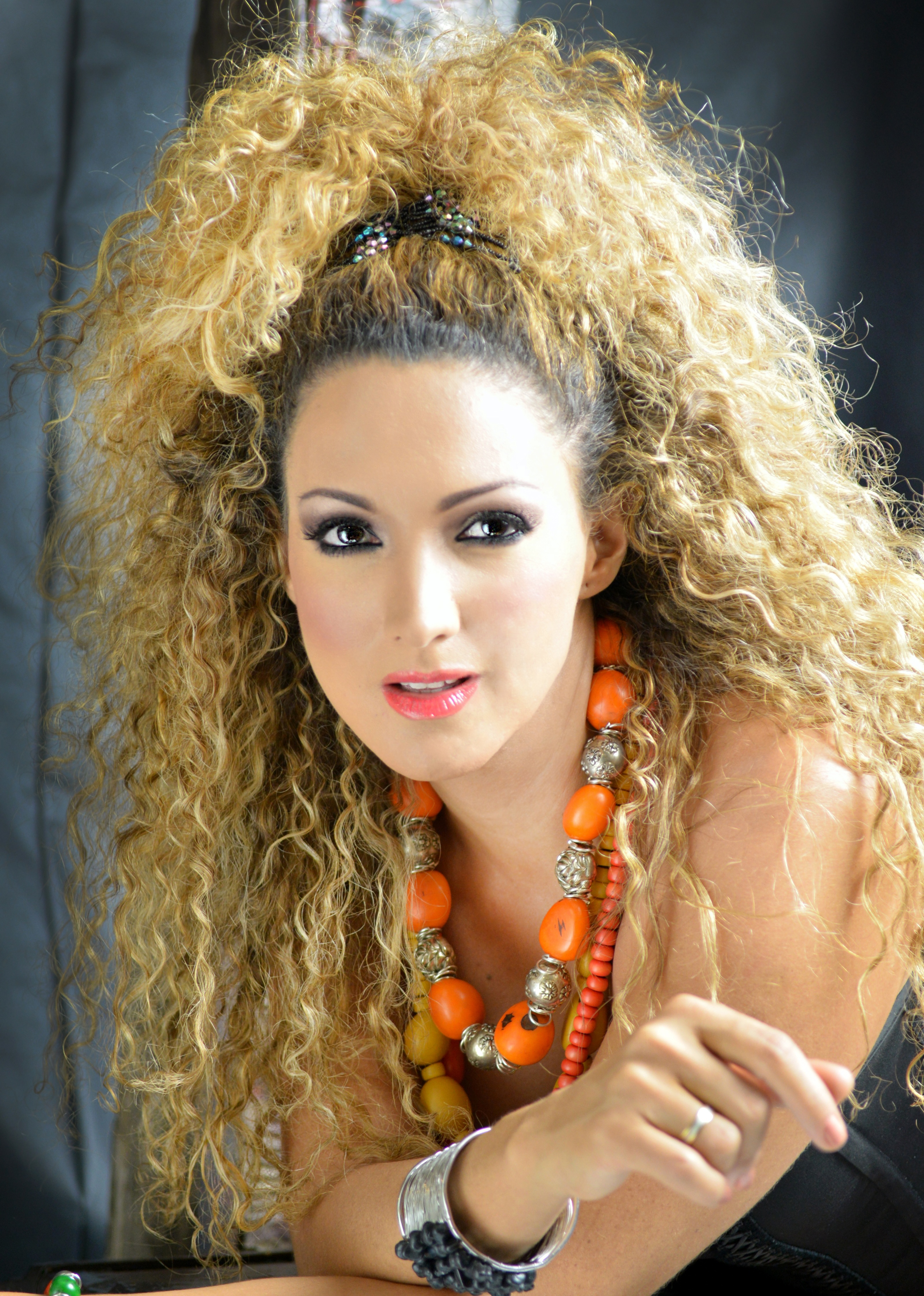
A cantora e compositora panamenha Erika Ender (foto) co-escreveu "Despacito" com Fonsi.

Depois de dois anos sem lançar novas músicas, Luis Fonsi queria criar "uma faixa divertida que tivesse esse sentimento latino com uma melodia que se sinta muito confortável cantando e que fará com que as pessoas simplesmente dançem". As letras nasceram no final de 2015 na casa de Fonsi depois que eu expressou seu desejo de gravar uma "canção de balanço" para seu novo álbum. A cantora e compositora panamenha Erika Ender, ganhadora do Grammy Latino, foi para a casa de Luis Fonsi em Miami, que disse ter acordado inspirado a "escrever uma música chamada "Despacito". Fonsi cantou as linhas "Vamos fazer isso em uma praia em Porto Rico", Ender respondeu: "Até as ondas gritarem" Oh Abençoado "e então eles começaram a construir a música. A linha de Porto Rico foi movida para o final da música para não parecer "tão regional" e eles começaram a escrever uma história.
Fonsi originalmente compôs "Despacito" como uma canção cumbia e pop com letras escritas como uma balada, mas começou a considerar dar uma "injeção urbana" e contatou o artista reggaeton Daddy Yankee, que concordou em colaborar na música depois que Fonsi mostrou a ele uma demo. Antes de colaborar no "Despacito", Fonsi e Daddy Yankee trabalharam juntos em "Una Oportunidad", lançado digitalmente em 2010. Daddy Yankee escreveu seu verso e o pos-refrão. Eles gravaram a música em Miami em 2016. A música foi produzida por Mauricio Rengifo e Andres Torres; o primeiro é conhecido como membro da dupla pop colombiana Cali & El Dandee e este é conhecido por trabalhar anteriormente com David Bisbal e Ricky Martin.
Originalmente, Luis Fonsi concentrou-se em outras músicas de seu álbum depois de fazer a demonstração de "Despacito". Depois de mostrar a faixa para seus produtores, eles e Fonsi decidiram se concentrar em "Despacito" e deixar as outras obras de lado. Ele afirmou que tanto Daddy Yankee quanto ele ficaram surpresos depois de ouvir a música no final, porque soou "poderoso, fresco e diferente". Luis Fonsi disse que não a considera uma música reggaeton, mas ele sente que "tem um reggaeton energia e uma batida sutil urbana". Ele também afirmou que o trabalho de Daddy Yankee era uma vantagem para a música porque" precisava da explosão que só ele pode trazer para a música". Ender afirmou que a faixa" foi feita através de vários arranjos "até Fonsi ter" exatamente o acordo que eu queria."
Fonsi afirmou que ele fez "Despacito" uma música dançável porque "os latinos são conhecidos por serem pessoas felizes" e que ele sente a necessidade de música feliz. Eu acrescentei que a "sensação urbana" no ritmo da música é o tipo que "[nós latinos] respiramos dentro e fora" e isso é "um sinônimo de festa". Segundo ele, "Despacito" é um muito canção melódica que pode se adaptar muito a muitos outros gêneros. Em uma entrevista à revista Billboard, em abril de 2017, Erika Ender afirmou que a faixa "fez uma conexão especial" e que a colaboração com Daddy Yankee foi "uma ótima ideia". Ela também disse que por causa da natureza sensual da canção, eles "precisavam ser responsáveis com uma boa letra" e que sua abordagem para escrever para "Fonsi era cuidar de como dizer coisas com bom gosto". Durante a Conferência de Música Latinoamericana da Billboard de 2017, O cantor e compositor porto-riquenho Nicky Jam revelou que a versão original de "Despacito" o apresenta ao em vez de Daddy Yankee.

## Composição
"Despacito" é uma canção reggaeton-pop composta em tempo comum e escrita no tom de ré maior, com um ritmo de 89 batidas por minuto e uma progressão harmônica formada pelos acordes de Bm—G—D—A. Suas letras implícitas são sobre ter um relacionamento sexual de maneira suave e romântica, fazendo uso intenso de alegorias. No entanto, Luis Fonsi expressou que algumas linhas são gratuitas para interpretação.
Andrés Torres e Mauricio Rengifo produziram "Despacito" usando o Pro Tools e sua mixagem final consistiu em 47 faixas. A música começa com um quarto porto-riquenho interpretado por Christian Nieves, que é acompanhado por uma guitarra acústica quando Luis Fonsi começa a tocar. Nieves toca melodias influenciadas pela salsa durante o refrão e o gancho, que contém amostras vocais e efeitos do "pop antigo" com base no produtor americano Dr. Luke. Os instrumentos de percussão guaje e güira foram sincronizados com um Chimbau para realçar as influências da cumbia da faixa. A música usa a técnica de produção de compressor lateral para tornar o coro "mais proeminente", silenciando a música à medida que o golpe de Bumbo bate. Também faz uso intenso de pintura das partituras quando a música é cantada como a palavra "Despacito" (lentamente) é executada no início de cada refrão. Sua percussão consiste em padrões de tambor guache, campana, timbales, güira e seqüenciados.

## Lançamento e recepção
"Despacito" foi disponibilizado para download digital em 13 de janeiro de 2017 pela Universal Music Latin. Foi lançado em 30 de abril de 2017 na Europa como um single de 2 faixas incluindo a versão original e pop. Algumas publicações de música acreditavam que foi influenciada por uma tendência de combinar música latina e música urbana após o lançamento de singles de sucesso por Nicky Jam, Thalia, Enrique Iglesias, Carlos Vives, Ricky Martin e Shakira. Fonsi considerou a tendência de ser "o novo pop", e Ender disse que "todos estão fazendo esse tipo de fusões".
A música foi bem recebida por críticos de música. Doris Irizarry da AXS, elogiou a fusão entre "ritmos sensuais latinos" e música urbana, descrevendo-o como "magistral". O jornal eletrônico Sebastian Wernke-Schmiesing do Dance-Charts, afirmou que "um simples tempo 4/4, sons de guitarra espanhóis, um baixo nítido e os excelentes vocais de Luis Fonsi e [Daddy Yankee] foram suficientes para o single conseguir conseguir ser hit desde o início." Ele acrescentou que "Despacito" tem a magia necessária para chegar ao mundo" que "funciona tanto nas faixas de dance como no rádio". Buddy Iahn do Music Universe, descreveu-o como uma "melodia infecciosa" e disse que o seu vídeo musical tornou-se muito popular porque é "uma excelente música realizada por dois dos maiores estrelas no negócio da música latina". Diana Marti do E! News, disse que "é quase impossível não dançar para [ele]." Caroline Soriano, da revista Enstars, descreveu a batida da música como "sexy e atrativa" e definiu a letra como "cativante". Brittany Spanos da revista Rolling Stone, descreveu a faixa como sexy e atraente. Leila Cobo, da Billboard, disse que "Despacito" é "uma ótima música pop", destacando o "inquebrável alicerce imediato" do pré-refrão e do refrão. Cobo também afirmou que é uma mistura inteligente de pop latino romântico com uma batida reggaeton, letras sutilmente impertinentes, uma borda contemporânea de um rapper e um refrão irresistível que pode ser aplicado a tantas situações".
Robert Joffred, do blog de cultura de Medium That Good You Need afirmou em sua revisão que a música tem "algo acontecendo [muito] interessante" e que pode ser classificada como uma música latino-americana por sua composição e características. Destacou o uso de uma guitarra de corda de aço para tocar melodias de estilo flamenco em vez de uma guitarra de corda de nylon, na qual o flamenco geralmente é tocado, representando "uma visão moderna de um estilo musical". Joffred também afirmou que o que faz de "Despacito" uma "ótima canção" é que "toca" da tradição ao vento de uma maneira muito sutil "por causa da presença de" ritmos movidos "quando a palavra "Despacito" é cantada no início do refrão. Eu mencionei a pintura das notas como "um bom gênio". Petra Rivera-Rideau, autora de Remixing Reggaeton: The Cultural Politics of Race em Porto Rico (2015), disse que "gosta" da música e que é "super cativante". Ela também declarou que "o que é ótimo como 'Despacito' é que mostra que o reggaeton nunca foi realmente" e que o sucesso da música "faz [ela] muito animada para ver o que vai acontecer depois". A revisora Raisa Bruner do Time, descreveu o single como "uma melodia latina infecciosa" e "uma música de dança irresistível".
O produtor espanhol de discos Nahúm García afirmou que "a forma como o ritmo se rompe antes do refrão é genial", referindo-se à primeira vez que Luis Fonsi interpreta a palavra "Despacito". Eu expliquei que "o cérebro percebe que tem sido uma ruptura rara e isso chama a atenção" e afirmou que esse "truque" em particular não é muito comum "e muito menos na música pop". García concluiu afirmando que a música "está muito bem feita". James Kellaris, compositor e professor da escola de negócios da University of Cincinnati, expressou que "Despacito" contém elementos inesperados "por ser" alegre, simples e repetitivo e tendo um ritmo pegajoso". Joshua Barrie de Irish Mirror deu uma opinião negativa sobre as letras depois de ser traduzido para o inglês, referindo-se a eles como "bastante rude e um pouco assustador" e afirmando que "algumas pessoas podem achá-las ofensivas".

### Lista de prêmios e indicações recebidas por "Despacito"
"Despacito" recebeu vários prêmios e indicações após o sucesso comercial. A versão de remix tem três indicações pendentes para gravação do ano, canção do ano e Best Pop Duo/Performance de grupo no 60º Grammy Awards. A versão original ganhou quatro prêmios no 18º Grammy Latino, incluindo gravação do ano, Canção do Ano, Melhor Fusion Urbano/Performance e Melhor Vídeo de Forma Curta. Ganhou a colaboração do ano e Pop/Rock Song favorito e foi nomeado para Vídeo do Ano no 45º American Music Awards. A canção também foi nomeada para três Latin American Music Awards e um MTV Video Music Awards de 2017. O Hall of Fame dos compositores latinos reconheceu "Despacito" como a Canção do Ano em seus 5º Prêmios La Musa. Erika Ender tornou-se a pessoa mais jovem a ser introduzida no Latin Songwriters Hall of Fame. A música também ganhou dois Teen Choice Awards, dois Prêmios da Juventude e um NRJ Music Award.
Em 2017, os críticos da Billboard, classificaram "Despacito" a quarta melhor música e a melhor música latina de 2017 e a quinta melhor música latina de todos os tempos, referindo-se a ela como "um dos maiores sucessos da história da música latina" e "um dos os maiores singles de todos os tempos". A Rolling Stone, classificou-a como a sétima melhor canção de 2017, afirmando que se tornou "a música favorita de sua amiga suburbana desde a 'La Bamba'." A Time, classificou-se como a terceira melhor canção de 2017, encerrando uma breve revisão afirmando que "em um ano em que a xenofobia criou sua cabeça em todo o mundo, ela inspira a esperança de que os gráficos fossem dominados por um sucesso universal e multicultural". A versão de remix sozinha foi classificada como a melhor e melhor da melodia de 2017 pela Noise Magazine e Spin, respectivamente; o último afirmando que "conseguiu transcender o gênero, o tempo, o espaço e até mesmo o gosto pessoal de uma maneira sem precedentes". Também foi classificada como a 20ª e 21ª melhor canção de 2017 pelo PopSugar e The New York Times, respectivamente. Em novembro de 2017, Luis Fonsi e Daddy Yankee foram selecionados como "Estrelas do Ano" pela People en Español. Em junho de 2018, a música ficou em 91º lugar na lista "100 Maiores Músicas do Século Até o Fim" da Rolling Stone. No mês seguinte, a revista incluiu "Despacito" em sua lista "50 Melhores Canções Pop Latinas", descrevendo-o como "o inegável campeão de todos os tempos do pop latino" e "um dos hits mais bem sucedidos da história da música pop". Em 2018, a versão remix recebeu seis Billboard Latin Music Awards e cinco Billboard Music Awards, incluindo Top Hot 100 Song. Também recebeu um ASCAP Latin Music Award por Canção do Ano pela Sociedade Americana de Compositores, Autores e Editores no 26º ASCAP Latin Music Awards. Erika Ender tornou-se a pessoa mais jovem a ser incluída no Hall da Fama dos Compositores Latinos e a primeira artista latina do sexo feminino a ganhar um prêmio Grammy pela indicação de Canção do Ano.
| Cerimônia                    | Data                   | Categoria                                | Destinatário | Resultado |
| ---------------------------- | ---------------------- | ---------------------------------------- | --- | --------- |
| Billboard Music Awards       | 20 de maio de 2018     | Top Hot 100 Song                         | Luis Fonsi & Daddy Yankee Participação de Justin Bieber | Venceu    |
| Billboard Music Awards       | 20 de maio de 2018     | Top Streaming Song (Audio)               | Luis Fonsi & Daddy Yankee Participação de Justin Bieber | Indicado  |
| Billboard Music Awards       | 20 de maio de 2018     | Top Streaming Song (Video)               | Luis Fonsi & Daddy Yankee Participação de Justin Bieber | Venceu    |
| Billboard Music Awards       | 20 de maio de 2018     | Top Selling Song                         | Luis Fonsi & Daddy Yankee Participação de Justin Bieber | Venceu    |
| Billboard Music Awards       | 20 de maio de 2018     | Top Collaboration                        | Luis Fonsi & Daddy Yankee Participação de Justin Bieber | Venceu    |
| Billboard Music Awards       | 20 de maio de 2018     | Top Latin Song                           | Luis Fonsi & Daddy Yankee Participação de Justin Bieber | Venceu    |
| Billboard Latin Music Awards | 26 de abril de 2018    | Hot Latin canção do ano                  | Luis Fonsi & Daddy Yankee Participação de Justin Bieber | Venceu    |
| Billboard Latin Music Awards | 26 de abril de 2018    | Hot Latin canção do ano – Vocal Event    | Luis Fonsi & Daddy Yankee Participação de Justin Bieber | Venceu    |
| Billboard Latin Music Awards | 26 de abril de 2018    | Airplay canção do ano                    | Luis Fonsi & Daddy Yankee Participação de Justin Bieber | Venceu    |
| Billboard Latin Music Awards | 26 de abril de 2018    | Digital canção do ano                    | Luis Fonsi & Daddy Yankee Participação de Justin Bieber | Venceu    |
| Billboard Latin Music Awards | 26 de abril de 2018    | Streaming canção do ano                  | Luis Fonsi & Daddy Yankee Participação de Justin Bieber | Venceu    |
| Billboard Latin Music Awards | 26 de abril de 2018    | Latin Pop canção do ano                  | Luis Fonsi & Daddy Yankee Participação de Justin Bieber | Venceu    |
| Grammy Awards                | 28 de janeiro de 2018  | Gravação do ano                          | Luis Fonsi & Daddy Yankee Participação de Justin Bieber Josh Gudwin, Mauricio Rengifo e Andrés Torres, produtores; Josh Gudwin, Jaycen Joshua, Chris 'O'Ky' TEK, Mauricio Rengifo, Juan G. Rivera "Gaby Music", Luis Saldarriaga & Andrés Torres, engenheiros / mixers; Dave Kutch, engenheiro de masterização | Indicado  |
| Grammy Awards                | 28 de janeiro de 2018  | Canção do ano                            | Justin Bieber, Jason Boyd, Erika Ender, Luis Fonsi, Marty James Garton Jr. & Daddy Yankee | Indicado  |
| Grammy Awards                | 28 de janeiro de 2018  | Melhor desempenho de pop em duo ou grupo | Luis Fonsi & Daddy Yankee Participação de Justin Bieber | Indicado  |
| Latin Grammy Awards          | 16 de novembro de 2017 | gravação do ano                          | Luis Fonsi Featuring Daddy Yankee Mauricio Rengifo e Andrés Torres, produtores de discos; Mauricio Rengifo, Luis Saldarriaga & Andrés Torres, engenheiros de gravação; Jaycen Joshua, misturador; Dave Kutch, engenheiro de masterização                                                                       | Venceu    |
| Latin Grammy Awards          | 16 de novembro de 2017 | canção do ano                            | Erika Ender, Luis Fonsi & Daddy Yankee | Venceu    |
| Latin Grammy Awards          | 16 de novembro de 2017 | Best Urban Fusion/Performance            | Luis Fonsi & Daddy Yankee Participação de Justin Bieber | Venceu    |
| Latin Grammy Awards          | 16 de novembro de 2017 | Best Short Form Music Video              | Luis Fonsi Participação de Daddy Yankee Carlos R. Perez, diretor de vídeo; Joanna Egozcue & Roxy Quiñones, produtores de vídeo | Venceu    |

### Impacto econômico
Em julho de 2017, foi relatado que o interesse turístico em Porto Rico aumentou 45% desde o sucesso mundial da música. Os operadores turísticos citam o videoclipe da música como fator para aumentar o interesse em locais como o Club La Factoría e o distrito de La Perla em Old San Juan, que foram apresentados no vídeo.

### Controvérsias
Em julho de 2017, funcionários do governo da Malásia relataram que "Despacito" estava sendo proibido de transmitir em estações de transmissão de propriedade do governo como resultado de queixas públicas. Ministros do governo disseram que a música era considerada não-islâmica e que suas letras não eram "adequadas para serem ouvidas".

## Impacto

### Música Latina
O sucesso da música e o seu remix levaram Daddy Yankee a se tornar o artista mais ouvido em todo o mundo no serviço de streaming Spotify em 9 de julho de 2017, sendo o primeiro artista latino a conseguir. Daddy Yankee afirmou que "este número um não é [seu]", mas de um gênero inteiro, referindo-se a música reggaeton. Mais tarde, ele se tornou o quinto artista masculino mais ouvido de 2017 e o sexto em geral no Spotify. Em junho de 2017, "Despacito" foi citado pela Leila Cobo da Billboard, como a música que renovou o interesse no mercado de música latina de gravar discos nos Estados Unidos. Julyssa Lopez, do The Washington Post, declarou que os sucessos de "Despacito" e "Meu Povo" de J Balvin são "o início de uma nova era de cruzamento latino". O site de Stephanie Ho de Genius escreveu que "os sucessos de 'Despacito' e 'Mi Gente' poderia apontar para o início de uma onda bem sucedida para música em língua espanhola nos EUA." Ho também afirmou que "como 'Despacito' prova, que os fãs não precisam entender o idioma para aproveitar a música", referindo-se ao sucesso mundial da música, incluindo vários países que não falam espanhol.
Em outubro de 2017, Xander Zellner da Billboard, creditou a influência do sucesso comercial do single para a dominação da música latina no mercado convencional dos EUA em 2017, já que onze canções principalmente em língua espanhola estrearam no Hot 100 a partir de 21 de outubro, em comparação com dois em 2016 e cinco em 2015. O compositor americano Desmond Child e o músico cubano Rudy Pérez, fundadores do Latin Songwriters Hall of Fame, expressaram que "desde a Livin' La Vida Loca" de Ricky Martin não tem havido uma música em qualquer gênero que teve o impacto global de "Despacito", mudando o curso da música pop para sempre e inaugurando uma nova era explosiva de oportunidades ilimitadas para todos os criadores de música latina". Em dezembro de 2017, Lars Brandle da Billboard se relacionou com o sucesso de "Despacito" com o aumento da música latina A popularidade global, tal como os videoclipes mais vistos do YouTube em 2017, são para músicas realizadas em espanhol por artistas latinos. Brandle se referiu como "o efeito" não combinado". Jeff Benjamin da Billboard, afirmou que o sucesso da música representava que "o inglês não é mais um requisito para o sucesso dos EUA."
Em dezembro de 2017, a British Official Charts Company reconheceu "Despacito" como a música que "ajudou o pop latino a voltar ao mainstream" e destacou que "Little Mix, Matt Terry, Demi Lovato e Camila Cabello lançaram músicas de inspiração latina este ano." Escrevendo para a Nielsen No Relatório de Fim de Ano de Música de 2017, Erin Crawford afirmou que "Despacito" teve "um efeito em vários outros sucessos latinos para o sucesso do crossover, mais notavelmente "Mi Gente" de J Balvin & Willy William, que a catapultou para o topo do A música Hot Latin Songs depois de Beyoncé fez uma participação especial em 'Despacito' na música em setembro para ajudar a arrecadar fundos para as famílias afetadas pelo Furacão Maria." Em junho de 2018, a revista Rolling Stone declarou que a música "acelerou uma virada histórica massiva na música americana, demonstrando a viabilidade dominante do pop em língua espanhola". Em julho de 2018, John Ochoa da Rolling Stone afirmou que "o resultante 'efeito despacito' avançou uma onda de sucessivos sucessos em língua espanhola e crossovers mainstream, da explosão da armadilha latina à globalização reggaetonista de J Balvin".
A Associação da Indústria Fonográfica da América informou em abril de 2018 que as receitas de música latina cresceram 37% em 2017, "impulsionadas principalmente pelo streaming de música", cuja receita aumentou 84% em relação a 2016. Federação Internacional da Indústria Fonográfica (IFPI) informou que a receita na América Latina cresceu 17,7% em 2017, "impulsionada em grande parte por um aumento de 48,9% nas receitas de streaming que ajudaram a compensar um declínio de 41,5% nas receitas físicas". "Despacito" foi descrito pela IFPI como "um hit de mudança de jogo da América Latina para o mundo" e declarou que "a música de 2017". Frances Moore, chefe executivo da IFPI, descreveu a canção como um "sucesso global" e relatou seu sucesso com "Em julho de 2018, a Billboard informou que o consumo de música latina nos Estados Unidos aumentou 15% entre o primeiro semestre de 2016 e o primeiro semestre de 2018, relacionando-o diretamente com o sucesso do "Despacito" em 2017.

### Impacto social
Logo após o sucesso da versão original, uma banda argentina composta por torcedores do clube de futebol San Lorenzo de Almagro retrabalhou a canção para cantá-la durante as partidas, e sua recepção positiva na Internet repercutiu em fãs de outros clubes argentinos e outros países, incluindo o Brasil, Uruguai, Tunísia, Israel e Coréia, para fazer sua própria versão. Martino Simcik do The Guardian se referiu à situação como "o renascimento da canção como um hino de futebol" e afirmou que "enquanto as palhaçadas de uma popstar esquecida criaram uma associação divisiva com a música, os fãs de futebol fizeram uma ode a nossa paixão coletiva".
Em julho de 2017, foi relatado que o interesse turístico em Porto Rico aumentou em 45% desde o sucesso mundial da música. Os operadores turísticos citam o videoclipe da música para aumentar o interesse em locais como o Club La Factoría e o bairro La Perla em San Juan, que foram apresentados no vídeo.

## Desempenho comercial

### Estados Unidos
Nos Estados Unidos, o single estreou em segundo lugar na parada Hot Latin Songs em 4 de fevereiro de 2017, tornando-se o single de maior escalão do Fonsi desde 13 de junho de 2009, quando "Aquí Estoy Yo" alcançou a primeira posição. "Despacito" tornou-se também o primeiro single número um de Fonsi e Daddy Yankee na Songs US Latin Digital depois de vender 11.000 na semana que terminou em 4 de Fevereiro de 2017. Foi A maior estreia de Daddy Yankee na tabela Hot Latin Songs, na qual ele marcou seu 48º hit na carreira. "Despacito" alcançou o número um na parada Hot Latin Latin Songs em 18 de fevereiro, Ele retornou ao número um por mais 17 semanas, de 6 de janeiro de 2018 a 28 de abril de 2018, totalizando 52 semanas não consecutivas. É o mais longo reinado no número um na parada Hot Latin Songs, superando as 41 semanas de "Bailando" de Enrique Iglesias com Descemer Bueno e Gente de Zona, obtidas entre maio de 2014 até fevereiro de 2015, sobre a edição de 17 de fevereiro de 2018. "Despacito" também é a segunda música com a maioria das semanas no gráfico, com 77 de fevereiro de 2017 a julho de 2018. Nas paradas do Latin Digital Songs e Latin Streaming Songs nos EUA, ele permaneceu no número um por 59 e 51 semanas, respectivamente.
Na parada Billboard Hot 100 dos EUA, o single estreou no número 88 em 4 de fevereiro de 2017, tornando-se a terceira entrada do Fonsi naquele gráfico e o sétimo do Daddy Yankee. Subseqüentemente alcançou o número 44 em 15 de abril de 2017, antes do lançamento da versão do remix com Justin Bieber. Quatro semanas após o lançamento do remix, "Despacito" alcançou o primeiro lugar no Hot 100 na semana que terminou em 27 de maio de 2017, tornando-se o primeiro número de Fonsi e Daddy Yankee no gráfico, e o quinto de Bieber. Ele liderou o Hot 100 por 16 semanas consecutivas, empatando com "One Sweet Day" de Mariah Carey e Boyz II Men como o single número um mais reinante na história do chart. Ele também se tornou a primeira música em língua totalmente-Espanhola a conduzir o Digital Songs depois de vender 86.000 de downloads na semana que terminou em 13 de maio de 2017. Na edição de 22 de julho de 2017 da Billboard, tornou-se a primeira música não primariamente em inglês a atingir o topo das paradas de rádio em formato de todos os formatos e Mainstream Top 40. Em 21 de outubro de 2017, "Despacito" e "Mi Gente" de J Balvin e Willy William apresentando Beyoncé marcaram a primeira vez que duas músicas não-primariamente em inglês figuraram entre os 10 melhores da Billboard Hot 100 simultaneamente desde o início da lista em agosto de 1958. "Despacito" também se tornou o single com a maioria das semanas no número um em as paradas US Digital Songs e Streaming Songs com 17 e 16, respectivamente.
O "Despacito" foi o single mais vendido e mais vendido de 2017 nos Estados Unidos, com 2.692.000 downloads vendidos e 1.322.799.000 fluxos de vídeo e áudio, somando um total combinado de 6.663.000 vendas, além de fluxos de áudio equivalentes a faixas. Foi também a sexta música mais tocada de 2017, com 608.000 rodadas em estações de rádio dos EUA e uma audiência de 3.076.935.000. Foi a segunda música de melhor desempenho de 2017 na Billboard Hot 100 e a melhor performance na parada Hot Latin Songs. Em 2018, foi a música latina mais vendida e mais transmitida do primeiro semestre do ano, com 246.000 downloads vendidos e 308.980.000 de áudio e vídeo de 29 de dezembro de 2017 a 28 de junho de 2018.
Nos Estados Unidos, o "Despacito" vendeu 2.938.000 downloads em 28 de junho de 2018 e recebeu uma certificação de diamante pela Recording Industry Association of America dos EUA (RIAA) em 27 de janeiro de 2018, para unidades com mais de 10 milhões de vendas e mais fluxos equivalentes. Tornou-se o primeiro latino e 18 no geral a receber uma certificação de diamantes pela RIAA. Em agosto de 2018, a Billboard classificou-o como o 33º single de melhor desempenho de todos os tempos no Hot 100. No mês seguinte, "Despacito" foi classificado como a faixa de melhor desempenho de todos os tempos no Hot Latin Songs desde o início da parada em 1986.

### Internacional
Internacionalmente, a versão original encabeçou as paradas da Argentina, Áustria, Bélgica, Bolívia, Bulgária, Chile, Colômbia, Costa Rica, Croácia, República Tcheca, Dinamarca, Equador, Alemanha, Grécia, Guatemala, Hungria, Índia, Irlanda, Israel, Itália, Líbano, México, Holanda, Panamá, Paraguai, Peru, Filipinas, Polônia, Portugal, Rússia, Eslováquia, Eslovênia, Espanha, Suíça, Uruguai e Venezuela. Entradas de gráficos combinados para o original e a versão do remix com Justin Bieber lideraram as paradas da Austrália, Canadá, Luxemburgo, Escócia, Suécia e Reino Unido. "Despacito" passou 26 semanas como número um na Espanha, 20 na Suíça, 18 na França, Luxemburgo e Portugal, 17 na Dinamarca e na Alemanha, 16 no Canadá e na Suécia, 15 na Bélgica (Valónia) e na Irlanda, 14 na Grécia e na Itália, 13 na Austrália e Bélgica (Flandres), 12 na Finlândia, 11 no Reino Unido, e 10 na Holanda. Na América Latina, bateu o recorde de números mais simultâneos nos charts da Monitor Latino com 11 na edição de 2 de abril de 2017.
Na Europa, a música foi certificada 13× platina pela Swedish Recording Industry Association (GLF) e os Productores de Música de España (PROMUSICAE), diamante pelo Syndicat National de l'Édition Phonographique (SNEP) e a Federazione Industria Musicale Italiana (FIMI), 4× platina pela Belgian Entertainment Association (BEA), International Federation of the Phonographic Industry (IFPI), a British Phonographic Industry (BPI) e a Bundesverband Musikindustrie (BVMI). Também foi certificado platina pela International Federation of the Phonographic Schweiz (IFPI), e ouro pela International Federation of the Phonographic Austria (IFPI). Ele também recebeu uma certificação de diamantes pela Music Canada e uma certificação 5× platina pela Australian Recording Industry Association (ARIA). Na América Latina, "Despacito" foi certificado com duplo diamante e tripla platina pela Asociación Mexicana de Productores de Fonogramas y Videogramas (AMPROFON) e platina pela Pro-Música Brasil (PMB).
No Reino Unido, foi a segunda música mais vendida e mais transmitida do ano, com 2,3 milhões de vendas combinadas. Foi também o single mais vendido de 2017 no Canadá, com mais de 300.000 vendas digitais. Foi a música de melhor desempenho de 2017 na Argentina, Áustria, Bolívia, Chile, Colômbia, Equador, Guatemala, Israel, Itália, México, Panamá, Paraguai, Peru, Espanha, Uruguai e Venezuela. Foi a segunda música de melhor desempenho de 2017 na Austrália, Bélgica, Canadá, Dinamarca, República Dominicana, Alemanha, Holanda, Nova Zelândia, Suíça, Suécia e Reino Unido. Na América Latina, foi a música de rádio mais tocada de 2017, com 580.450 spins entre os 18 países do Monitor Latino, bem como a música estrangeira de melhor desempenho do ano no Brasil. De acordo com a Federação Internacional da Indústria Fonográfica, "Despacito" foi o segundo single digital mais vendido de 2017 em todo o mundo, com 24,3 milhões de vendas, mais fluxos equivalentes da faixa.
"Despacito" se tornou a música mais difundida de todos os tempos em julho de 2017, com 4,6 bilhões de transmissões entre a versão original e a de remix, superando "Sorry", de Justin Bieber. Em fevereiro de 2018, a versão remix se tornou a primeira música em latim e oito no geral a superar um bilhão de streams no Spotify. No Reino Unido, tornou-se o número um em língua estrangeira mais antigo na parada, superando as três semanas do The Manhattan Transfer alcançadas em 1977 com o single "Chanson D'Amour". É também o 30º single mais vendido no paíscom 1.900.599 vendas combinadas (566.425 vendas digitais e 1.334.174 vendas equivalentes a streaming) em 19 de setembro de 2017. Também se tornou a música com a maioria das semanas no número um na Suíça e na Alemanha.
O nome da música, "despacito", foi o termo mais procurado do mundo no YouTube no ano de 2018, após mais de um ano do lançamento do hit.

## Videoclipe

### Antecedentes

Daddy Yankee (esquerda) e Luis Fonsi (direita) no bar La Factoría.

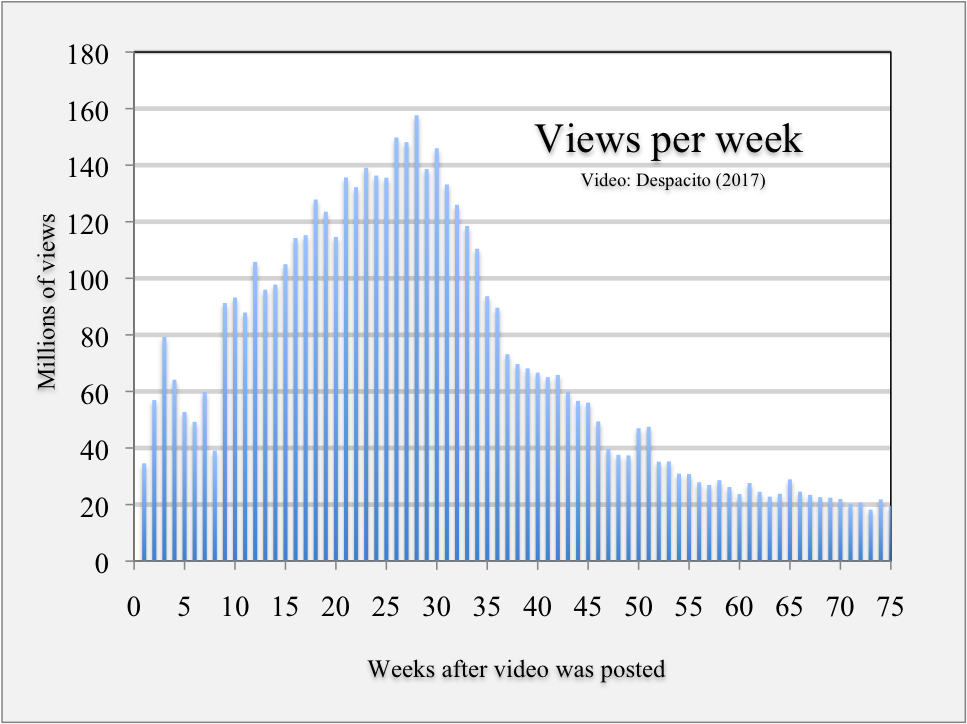
As visualizações de vídeos no YouTube aumentaram de forma viral e atingiram o pico cerca de 28 semanas após a publicação do vídeo.

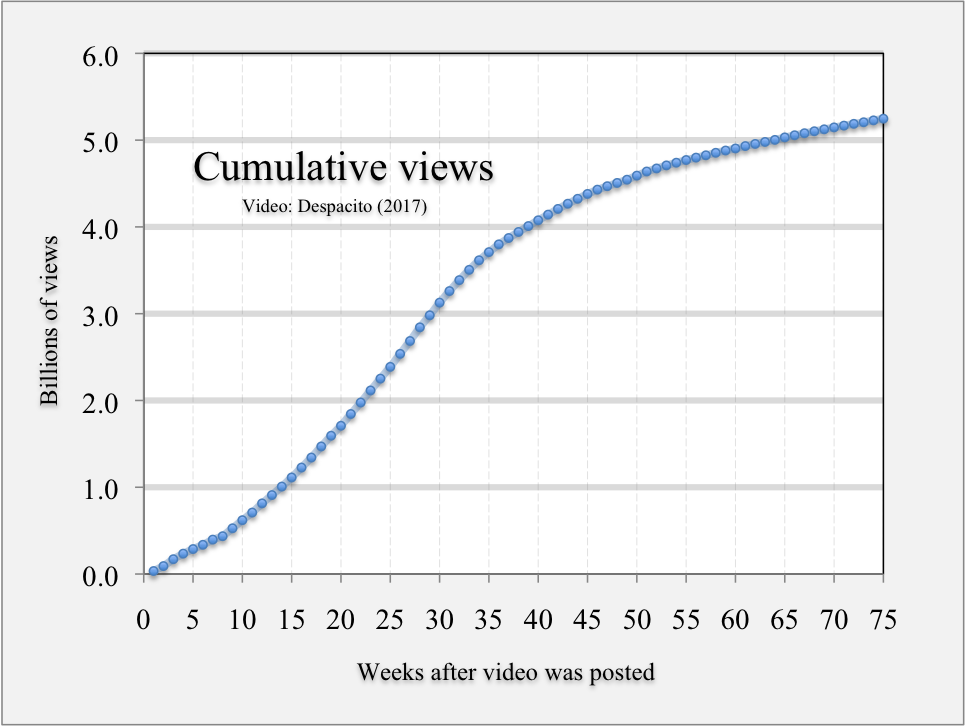
As exibições do vídeo exibem uma taxa de crescimento mais lenta, embora estável, após o primeiro ano.

O videoclipe de "Despacito" foi dirigido pelo diretor porto-riquenho Carlos Pérez e produzido por Joanna Egozcue e Roxy Quiñones. As filmagens ocorreram em dezembro de 2016 no bairro de La Perla e no popular bar La Factoría em San Juan, Puerto Rico. Carlos Pérez já havia trabalhado com Luis Fonsi em "Corazón en la Maleta" (2014) e também com Daddy Yankee em clipes como "Gasolina" (2004), "Rompe" (2005), "Gangsta Zone" (2006), "Descontrol" (2010) e "Ven Conmigo" (2011), entre outros. Thomas Marvel e o estilista porto-riquenho Yasiri Castro também trabalharam no videoclipe.
Querendo Carlos Pérez para dirigir o clipe, Luis Fonsi mostrou a ele a música e disse que queria fazer "algo especial". Segundo Fonsi, Pérez ficou impressionado com a faixa depois de ouvi-la e mostrou interesse pelo projeto. Fonsi então chamou a Miss Universo de 2006, Zuleyka Rivera, querendo que ela representasse "a mulher latina poderosa". Ela ligou de volta 10 minutos depois e respondeu que era "a melhor música que ouvira".
Fonsi afirmou que o videoclipe celebra a cultura latino-americana, dizendo que o movimento, a dança e o ritmo estão "gravados em seus ossos". Ele também afirma que parte do sucesso da música foi a recepção dos fãs, capturando o melhor da balada romântica de Fonsi e suas facetas dançantes. Carlos Perez afirmou que o clipe "suporta diretamente a vibração da música" e que "é um vídeo que tem alma para isso". Jorge Muñíz Ortíz da Agência EFE, afirmou que o videoclipe "destaca alguns dos principais símbolos culturais e folclóricos de Porto Rico", mostrando suas "praias esplêndidas, a paisagem colorida de La Perla, o chocalho do cuatro porto-riquenho e os barris do gênero autóctone da bomba, até o movimento dos quadris de Zuleyka Rivera e um par de homens desfrutando de um jogo de dominós."
Em 10 de abril de 2018, a conta no Vevo de Luis Fonsi no YouTube, foi invadida por um grupo anônimo, que removeu o videoclipe de "Despacito" de seu canal por horas antes de se tornar disponível novamente. A BBC News informou que os clipes de mais de uma dúzia de canais no Vevo, incluindo os de Drake, Taylor Swift, Selena Gomez e Shakira, também foram afetados. Os hackers afirmaram que "o ato não foi maldoso, mas apenas divertido".

### Sinopse

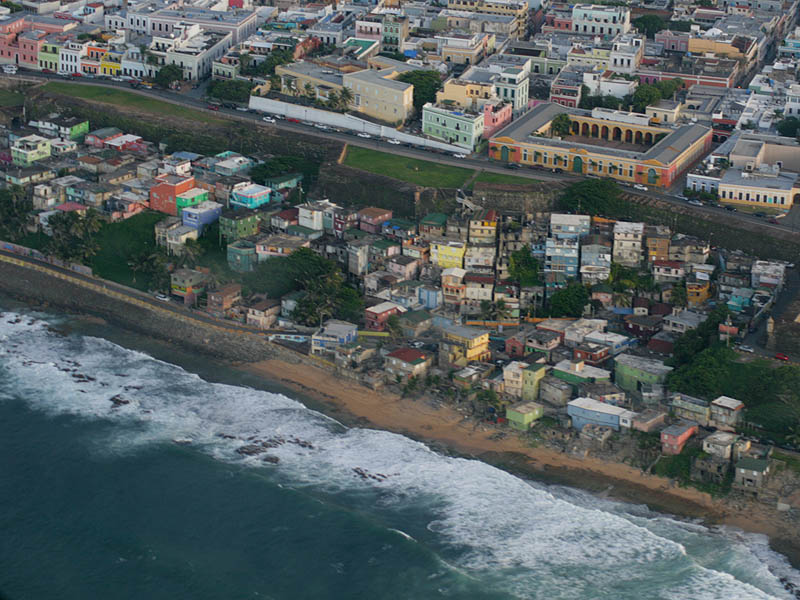
Vista aérea do La Perla em San Juan.

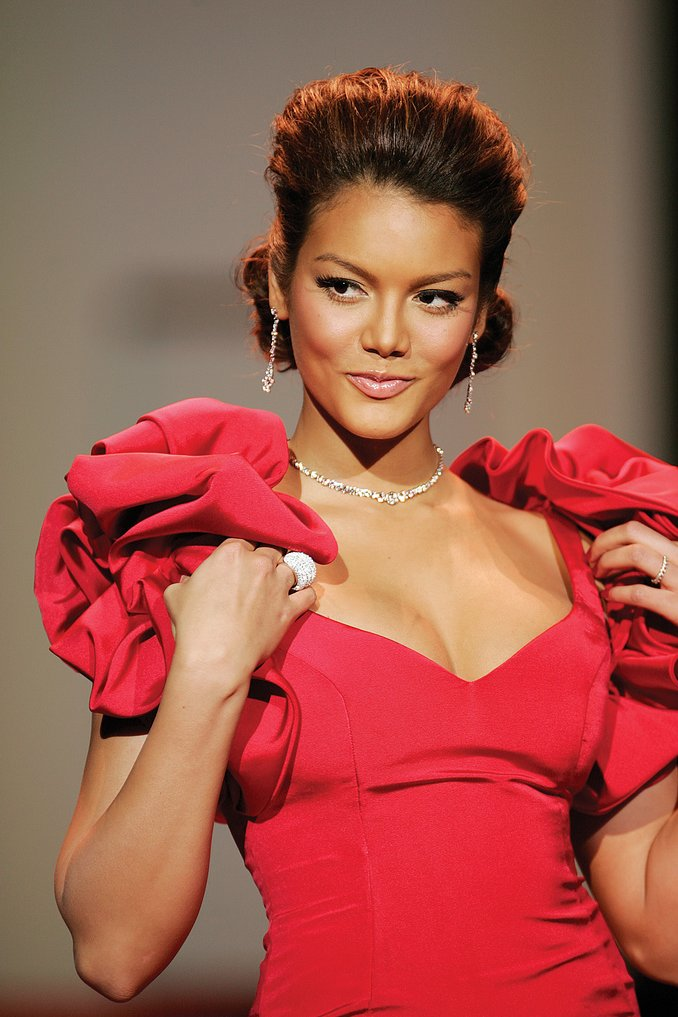
A Miss Universo 2006, Zuleyka Rivera co-estrelou o videoclipe.

O vídeo mostra os dois artistas tocando a música enquanto participavam de diferentes festas na ilha, apresentando a modelo Zuleyka Rivera. O clipe começa com fotos da costa de La Perla durante o dia, mostrando Zuleyka Rivera chegando à favela a pé. Luis Fonsi e Daddy Yankee cantam a música em uma rua, enquanto os mais velhos estão jogando dominó, uma criança corta o cabelo, duas pessoas conversam enquanto ouvem rádio, e os casais estão dançando ao fundo. O vídeo intercala com cenas de Fonsi e Daddy Yankee cantando na frente de um carro com pessoas sentadas e dançando ao lado dele. Enquanto Daddy Yankee termina seu verso, Zuleyka Rivera entra no bar La Factoría enquanto os artistas tocam e dançam ao lado de outras pessoas, e os homens estão tocando tambores. Fonsi continua a dançar com Rivera quando a música termina. O outro consiste em Fonsi e Yankee cantando o gancho a cappella com as pessoas no bar.

### Desempenho e recepção
O videoclipe oficial no YouTube foi lançado no canal de Fonsi em 12 de janeiro de 2017 e acumulou um bilhão de visualizações em 97 dias, tornando-se o segundo vídeo mais rápido do site a alcançar o marco atrás do videoclipe de "Hello" de Adele. O vídeo recebeu dois bilhões de visualizações em 154 dias, superando o recorde de 394 dias de Justin Bieber com o videoclipe de sua música "Sorry" a se tornar o vídeo mais rápido do site a alcançar o marco. O vídeo se tornou o primeiro no YouTube a receber três bilhões, quatro bilhões e cinco bilhões de visualizações em 4 de agosto de 2017; 11 de outubro de 2017; e 5 de abril de 2018, respectivamente (as datas são baseadas no UTC). Ele recebeu mais de 6 bilhões de visualizações em 24 de fevereiro de 2019 e tem sido o vídeo mais visto no site desde 4 de agosto de 2017, quando ultrapassou o videoclipe de "See You Again" de Wiz Khalifa com participação de Charlie Puth. É também o vídeo mais apreciado do site, com mais de 27 milhões em 3 de maio de 2018. No Vevo, o videoclipe recebeu 5,14 milhões de visualizações em suas primeiras 24 horas de lançamento, que o site relatou como sendo o melhor para o primeiro dia de um vídeo em espanhol em sua plataforma, superando o recorde de J Balvin com o videoclipe de sua música "Bobo".
O videoclipe recebeu o Grammy Latino de Melhor Vídeo Musical de Curta Duração no 18º Grammy Latino e foi indicado ao American Music Award de Vídeo do Ano no 45º American Music Awards.

## Performances ao vivo
A primeira performance de "Despacito" foi feito por Daddy Yankee solo em Mérida, México, em 27 de fevereiro de 2017, enquanto Fonsi cantou a versão pop no L Festival em 18 de março de 2017 na Pico Rivera Sports Arena em Pico Rivera, Califórnia. Justin Bieber cantou a versão de remix em Puerto Rico em 18 de abril de 2017 em sua Purpose World Tour com Luis Fonsi como convidado. Luis Fonsi e Daddy Yankee tocaram "Despacito" ao vivo pela primeira vez no Billboard Latin Music Awards de 2017 em 27 de abril de 2017. Eles cantaram juntos novamente nas finais da temporada 12 do The Voice, com o candidato Mark Isaiah em 23 de maio de 2017. Em 12 de junho de 2017, Luis Fonsi tocou sozinho em Conan, um programa de entrevistas organizado por Conan, sendo sua primeira aparição na televisão de última hora nos Estados Unidos. Daddy Yankee incluiu a música no set list para o seu Tour Europa de Tamo En Vivo, que durou de 2 de junho a 9 de julho de 2017. Fonsi também incluiu "Despacito" no seu Love + Dance World Tour, que começou em 1 de julho de 2017. Em 14 de setembro de 2017, Luis Fonsi performou o single no programa de entrevistas americano The Ellen DeGeneres Show. Erika Ender também cantou uma versão acústica da música durante uma sessão da Billboard, em 18 de setembro de 2017 para promover seu álbum Tatuajes. Em 16 de novembro de 2017, Luis Fonsi interpretou a música com Victor Manuelle, a banda colombiana Bomba Estéreo e com o Disc Jockey americano Diplo no 18º Grammy Latino.
Em 28 de janeiro de 2018, Luis Fonsi e Daddy Yankee apresentaram a música no Grammy Awards de 2018 no Madison Square Garden, tornando-se o 12º e 13º artistas latinos a se apresentar no Grammy Awards. Luis Fonsi apresentou-o no 59º Festival Internacional da Canção de Viña del Mar em 21 de fevereiro de 2018. Quatro dias depois, ele tocou uma versão orquestral com a Orquestra do Teatro Colón no Teatro Colón em Buenos Aires, Argentina. Em 30 de janeiro de 2019, Luis Fonsi e o apresentador de televisão americano Jimmy Fallon cantaram a música com letras aleatórias no The Tonight Show Starring Jimmy Fallon.

## Remixes

### Versãoremixcom Justin Bieber
Em 17 de abril de 2017, foi lançada uma versão de remix com vocais do cantor canadense Justin Bieber, que cantou em espanhol pela primeira vez em sua carreira. O remix foi lançado como single pela, Republic Records, Def Jam Recordings, RBM e School Boy Records. A música manteve os ritmos originais e Luis Fonsi traduziu algumas linhas para o inglês, cantando para ser visto em Spanglish, enquanto os versos de Daddy Yankee eram mantidos da versão original. Foi a primeira colaboração entre Luis Fonsi e Daddy Yankee com Bieber. O áudio do vídeo oficial do remix obteve 20 milhões de visualizações no YouTube nas suas primeiras 24 horas, tornando-se a terceira maior estreia de um vídeo relacionado à música em 2017 em setembro.
Justin Bieber e os compositores americanos Jason Boyd e Marty James co-escreveram a versão. O músico colombiano Juan Felipe Samper foi contratado para ajudá-lo a cantar em espanhol. De acordo com Fonsi, Bieber queria gravar a versão do remix depois de ver como as pessoas reagiram ao "Despacito" em um clube colombiano. A música foi gravada em Bogotá, Colombia, em 13 de abril de 2017, quatro dias antes do seu lançamento. Justin Bieber não conseguiu cantar a música durante as apresentações ao vivo e foi pego substituindo porções das letras com a palavra "blá" durante uma apresentação, em um incidente muito divulgado. Fonsi o defendeu por não conhecer as letras, dizendo que ele recebeu "uma pequena aula" porque o espanhol não é o idioma principal de Bieber.
A colaboração de Bieber ajudou a música a chegar ao número um do Billboard Hot 100 nos EUA, o primeiro de uma música principalmente em língua espanhola desde "Macarena" de Los del Río de 1996. O remix sozinho liderou as paradas da Finlândia, Malásia, Nova Zelândia, Noruega e Polônia, e chegou ao top 10 no México e na Espanha. Foi certificada platina pela Recorded Music NZ (RMNZ), Pro-Música Brasil (PMB) e ouro pela Bundesverband Musikindustrie (BVMI).
O revisor Hilton Dresden do Out, descreveu isso como "inesperada e deliciosa" e que "Justin Bieber cantando em espanhol é uma experiência altamente sexual", definindo os resultados da colaboração como lendária. Caroline Soriano, da revista Ernstars, afirmou que a voz de Bieber "soa atraente com a música", cuja versão de remix faz parecer "um pouco melhor". Daniela Galvez, de Latina, descreveu Bieber cantando em espanhol como "incrível".

### Outras remixes e versões cover
Os dois primeiros remixes oficiais para "Despacito" foram lançados em 17 de março de 2017: apenas a versão pop de Fonsi e uma versão salsa com vocais do músico porto-riquenho Victor Manuelle. Em 5 de maio de 2017, dois outros remixes foram lançados: uma versão eletrônica produzida pelo trio americano Major Lazer e o DJ MOSKA colombiano e uma versão urbana remixada pelo produtor colombiano Sky.
Em uma entrevista à revista Billboard em março de 2017, Luis Fonsi afirmou que existem vários remixes para "Despacito", incluindo uma versão urbana e de um clube, mencionando que "há alguns grandes DJs que mostraram interesse". Ele também expressou seu desejo de executar uma versão acústica. Em junho de 2017, o músico inglês Ed Sheeran revelou que queria gravar uma versão remixada de "Despacito", mas Justin Bieber "o favorecia". Ele também afirmou que gosta de música reggaeton, dizendo que tem uma "bom ritmo" e que "todos gostam".
O músico dominicano Antony Santos lançou uma versão de merengue com o rapper americano Mark B em 26 de junho de 2017. A atriz e cantora filipina Kristel Fulgar cantou uma versão acústica do remix em 30 de junho de 2017. A dupla croata 2Cellos, composta pelos músicos Luka Šulić e Stjepan Hauser, lançou uma versão clássica de crossover em 19 de julho de 2017. Em agosto de 2017, um cover do músico zambiano DJ Britain, com seu compatriota K-Star intitulado "Dizz Pa Nchito", foi lançada com letras em Bemba, Nyanja e em inglês, para melhorar a popularidade da música espanhola latino-americana no país. O pianista húngaro Peter Bence, titular do recorde mundial para a maioria dos hits de piano em um minuto de acordo com o Guinness World Records, publicou uma versão de piano da música em 26 de julho de 2017. O grupo coletivo musical americano Postmodern Jukebox lançou a "cover de estilo Broadway" da versão de remix em 28 de setembro de 2017.
A música foi remixada, com letras alteradas, para fins políticos. Foi usado na Argentina por Florencio Randazzo, Evert Van Tooren e Agustín Rossi para seus respectivos anúncios de TV para as eleições no meio de 2017. O presidente venezuelano, Nicolás Maduro, o usou para solicitar a votação nas controversas eleições da Assembleia Constitucional. Luis Fonsi, Daddy Yankee e Erika Ender mostraram seu desagrado com o uso não autorizado da música para fins políticos na Venezuela, criticando o governo de Maduro e descrevendo o uso da música como "propaganda". Fonsi disse que nunca fui consultado ou autorizou o uso da música para fins políticos", menos no contexto da situação deplorável que afeta um país que eu amo tanto quanto a Venezuela". Ele também afirmou que sua música é "para todos aqueles que querem ouvir e apreciá-lo, não para usá-lo como propaganda que tenta manipular a vontade das pessoas que estão chorando por sua liberdade e um futuro melhor". Apesar da crítica dos artistas, o presidente Maduro continuou a usar o remix promovendo as eleições, usando-o durante uma propaganda. Em 16 de agosto de 2017, o apresentador de televisão inglês James Corden remixou a música para comentar o presidente americano Donald Trump, durante seu programa de entrevistas The Late Late Show with James Corden.

### Versão em português
No dia 14 de julho de 2017, foi lançada a versão em português da canção, interpretada por Fonsi em parceira com o cantor brasileiro Israel Novaes. Foi escrita por Erika Ender, que tem conhecimento da língua por sua mãe ser brasileira.
A ideia de gravar a canção em português nasceu com Novaes. De acordo com o cantor, um mês após o lançamento da canção, ele decidiu gravar uma versão sua em tradução livre e lançá-la no YouTube. A canção tinha sido traduzida e escrita por seu irmão, que morava no exterior. Mais tarde, ao saber da versão, Ender mandou a Novaes uma nova letra, com correções.
A versão foi anunciada no mês de maio pela própria Ender. No dia 2 de junho, Fonsi confirmou a versão brasileira durante uma entrevista no programa Fantástico da Rede Globo, e que seria gravado em parceria com Novaes.

## Aparições em outras mídias
Uma paródia Spanglish, intitulada "El Patito" no programa de televisão infantil americana Sesame Street, foi exibida em 21 de agosto de 2017. A música foi exibida em um comercial de TV do Spotify e a multinacional chilena de varejo Falabella, protagonizada por Ciro Priello, Fabio Balsamo e Gianluca Fru, três comediantes italianos que ganharam notoriedade através de um vídeo paródico viral sobre "Despacito" no YouTube. "Despacito" é uma das músicas incluídas no videojogo de dança da Ubisoft Just Dance 2018. Luis Fonsi e Daddy Yankee tiveram uma breve aparição no "YouTube Rewind: The Shape of 2017", um vídeo publicado em 6 de dezembro de 2017 com tendências na plataforma durante o ano. Durante o Jogos Olímpicos de Inverno de 2018, a música foi usada por três equipes separadas (a chinesa Xinyu Liu e Shiyue Wang; a sul-coreana Alexander Gamelin e Yura Min; e a polonesa Maksym Spodyriev e Natalia Kaliszek) como trilha sonora para dançarinos durante suas performances de dança no gelo. Também foi exibida no filme Ibiza (2018) da Netflix. Integrou a trilha sonora da telenovela brasileira A Força do Querer e também foi tema de abertura da telenovela portuguesa A Herdeira. Foi incluída na trilha sonora do filme Os Farofeiros em 2018.

## Faixas e formatos
| Download digital |                                |         |  |
| N.º              | Título                         | Duração |  |
| 1.               | "Despacito" (com Daddy Yankee) | 3:47    |  |

| Download digital (remix com Justin Bieber) |                                         |         |  |
| N.º                                        | Título                                  | Duração |  |
| 1.                                         | "Desapcito" (Remix) (com Justin Bieber) | 3:48    |  |

| Download digital (versão pop) |                          |         |  |
| N.º                           | Título                   | Duração |  |
| 1.                            | "Despacito" (versão pop) | 3:47    |  |

| Download digital (versão salsa) |                                                    |         |  |
| N.º                             | Título                                             | Duração |  |
| 1.                              | "Despacito" (versão salsa) (com Victor Manuelle]]) | 3:25    |  |

| Download digital (Major Lazer and MOSKA Remix) |                                                              |         |  |
| N.º                                            | Título                                                       | Duração |  |
| 1.                                             | "Despacito" (Major Lazer and MOSKA Remix) (com Daddy Yankee) | 3:09    |  |

| Download digital (versão urbana) |                                                |         |  |
| N.º                              | Título                                         | Duração |  |
| 1.                               | "Despacito" (versão urbana) (com Daddy Yankee) | 3:25    |  |

| Download digital (versão português) |                                                    |         |  |
| N.º                                 | Título                                             | Duração |  |
| 1.                                  | "Despacito" (versão português) (com Israel Novaes) | 3:47    |  |

| CD single |                                |         |  |
| N.º       | Título                         | Duração |  |
| 1.        | "Despacito" (com Daddy Yankee) | 3:48    |  |
| 2.        | "Despacito" (versão pop)       | 3:47    |  |

## Créditos
Lista-se abaixo os profissionais envolvidos na elaboração de "Despacito", de acordo com o serviço de streaming Tidal:
| - Luis Fonsi: composição, vocalista principal - Daddy Yankee: composição, vocalista participante - Erika Ender: composição - Andrés Torres: produção - Mauricio Rengifo: produção | - Jason Boyd: composição (remix) - Justin Bieber: composição (remix), vocalista participante (remix) - Marty James Garton: composição (remix) - Josh Gudwin: produção (remix), engenharia de gravação (remix) - Jaycen Joshua: mixagem |

## Desempenho nas tabelas musicais
| Chart (2017)                                                                         | Maior posição |
| ------------------------------------------------------------------------------------ | ------------- |
| O campo songid é OBRIGATÓRIO PARA PARADA ALEMÃ                                       | 1             |
| Argentina (Monitor Latino)                                                           | 1             |
| Austrália (ARIA)                                                                     | 1             |
| Áustria (Ö3 Austria Top 75)                                                          | 1             |
| Bélgica (Ultratop 50 de Flandres)                                                    | 1             |
| Bélgica (Ultratop 50 da Valônia)                                                     | 1             |
| Bolívia (Monitor Latino)                                                             | 1             |
| Brasil (Billboard Hot 100 Airplay) Remix com Justin Bieber                           | 16            |
| Brasil (Billboard Pop 20 Airplay) Remix com Justin Bieber                            | 1             |
| Búlgaria (PROPHON)                                                                   | 1             |
| Canadá (Canadian Hot 100)                                                            | 1             |
| Chile (Monitor Latino)                                                               | 1             |
| Colômbia (National-Report)                                                           | 1             |
| Costa Rica (Monitor Latino)                                                          | 1             |
| Croácia (HRT)                                                                        | 1             |
| Dinamarca (Hitlisten)                                                                | 1             |
| Escócia ( Scotland)                                                                  | 1             |
| El Salvador (Monitor Latino)                                                         | 7             |
| El Salvador (SloTop50)                                                               | 1             |
| Eslováquia (Rádio Top 100)                                                           | 1             |
| Eslováquia (Singles Digitál Top 100)                                                 | 1             |
| Equador (Monitor Latino)                                                             | 1             |
| Equador (National-Report)                                                            | 1             |
| Espanha (PROMUSICAE)                                                                 | 1             |
| Espanha (PROMUSICAE) Remix com Justin Bieber                                         | 3             |
| Estados Unidos (Billboard Adult Contemporary) Remix com Justin Bieber                | 24            |
| Estados Unidos (Billboard Adult Top 40) Remix com Justin Bieber                      | 9             |
| Estados Unidos (Billboard Dance Club Songs) Remix com Justin Bieber                  | 8             |
| Estados Unidos (Billboard Hot 100)                                                   | 1             |
| Estados Unidos (Billboard Hot Latin Songs)                                           | 1             |
| Estados Unidos (Billboard Mainstream Top 40) Remix com Justin Bieber                 | 1             |
| Estados Unidos (Billboard Rhythmic) Remix com Justin Bieber                          | 3             |
| Europa (Billboard Euro Digital Songs)                                                | 1             |
| Filipinas (Philippine Hot 100)                                                       | 1             |
| Finlândia (Suomen virallinen lista)                                                  | 20            |
| Finlândia (Suomen virallinen lista) Remix com Justin Bieber                          | 1             |
| França (SNEP)                                                                        | 1             |
| Grécia (IFPI Greece)                                                                 | 1             |
| Guatemala (Monitor Latino)                                                           | 1             |
| Hungria (Rádiós Top 40)                                                              | 1             |
| Eslováquia (RÚV)                                                                     | 9             |
| Irlanda (IRMA)                                                                       | 1             |
| Israel (Media Forest)CAMPO DE ANO E SEMANA OBRIGATÓRIO PARA PARADA ISRAELITA AIRPLAY | 1             |
| Itália (FIMI)                                                                        | 1             |
| Japão (Japan Hot 100)                                                                | 48            |
| Japão (Japan Hot 100) Remix com Justin Bieber                                        | 28            |
| Letônia (Latvijas Top 40)                                                            | 4             |
| Líbano (Lebanese Top 20)                                                             | 1             |
| Luxemburgo (Billboard)                                                               | 1             |
| Malásia (RIM)                                                                        | 8             |
| Malásia (RIM) Remix com Justin Bieber                                                | 1             |
| México (AMPROFON)                                                                    | 1             |
| México (Billboard Mexico Airplay)                                                    | 1             |
| México (AMPROFON) Remix com Justin Bieber                                            | 2             |
| Nova Zelândia (Recorded Music NZ) Remix com Justin Bieber                            | 1             |
| Noruega (VG-lista)                                                                   | 22            |
| Noruega (VG-lista) Remix com Justin Bieber                                           | 1             |
| Países Baixos (Single Top 100)                                                       | 1             |
| Países Baixos (Dutch Top 40)                                                         | 1             |
| Panamá (Monitor Latino)                                                              | 1             |
| Paraguai (Monitor Latino)                                                            | 1             |
| Peru (Monitor Latino)                                                                | 1             |
| Polónia (Polish Airplay Top 100)                                                     | 1             |
| Polónia (Dance Top 50) Remix com Justin Bieber                                       | 1             |
| Portugal (AFP)                                                                       | 1             |
| Reino Unido (UK Singles)                                                             | 1             |
| República Checa (Rádio Top 100)                                                      | 2             |
| República Checa (Singles Digitál Top 100)                                            | 1             |
| República Dominicana (Monitor Latino)                                                | 2             |
| Romênia (Media Forest)                                                               | 3             |
| Rússia (Tophit)                                                                      | 1             |
| Suécia (Sverigetopplistan)                                                           | 1             |
| Suíça (Schweizer Hitparade)                                                          | 1             |
| Ucrânia (Tophit)                                                                     | 2             |
| Venezuela (Record Report)                                                            | 1             |

| Chart (2017)                                                       | Maior posição |
| ------------------------------------------------------------------ | ------------- |
| Alemanha (Official German Charts)                                  | 2             |
| Argentina (CAPIF)                                                  | 1             |
| Argentina (CAPIF) Remix com Justin Bieber                          | 3             |
| Coreia do Sul (Gaon)                                               | 58            |
| Coreia do Sul (Gaon) Remix com Justin Bieber                       | 7             |
| El Salvador (SloTop50)                                             | 2             |
| El Salvador (SloTop50) Remix com Justin Bieber                     | 19            |
| Venezuela (National-Report)                                        | 1             |
| Chart (2017)                                                       | Posição       |
| Argentina (CAPIF)                                                  | 1             |
| Argentina (Monitor Latino)                                         | 1             |
| Austrália (ARIA)                                                   | 2             |
| Áustria (Ö3 Austria Top 40)                                        | 1             |
| Bélgica (Ultratop Flanders)                                        | 2             |
| Bélgica (Ultratop Wallonia)                                        | 2             |
| Bolívia (Monitor Latino)                                           | 1             |
| Brasil (Billboard) Remix com Justin Bieber                         | 23            |
| Canadá (Canadian Hot 100)                                          | 2             |
| Chile (Monitor Latino)                                             | 1             |
| Colômbia (Monitor Latino)                                          | 1             |
| Coreia do Sul (Gaon) Remix com Justin Bieber                       | 30            |
| Dinamarca (Tracklisten)                                            | 2             |
| El Salvador (Monitor Latino)                                       | 11            |
| Equador (Monitor Latino)                                           | 1             |
| Eslováquia (SloTop50)                                              | 10            |
| Espanha (PROMUSICAE)                                               | 1             |
| EUA (Billboard Adult Top 40) Remix com Justin Bieber               | 33            |
| EUA (Billboard Dance/Mix Show Airplay) Justin Bieber remix version | 4             |
| EUA (Billboard Hot 100)                                            | 2             |
| EUA (Billboard Hot Latin Songs)                                    | 1             |
| EUA (Billboard Pop Songs) Remix com Justin Bieber                  | 7             |
| França (SNEP)                                                      | 2             |
| Guatemala (Monitor Latino)                                         | 1             |
| Honduras (Monitor Latino)                                          | 31            |
| Hungria (Rádiós Top 40)                                            | 9             |
| Hungria (Single Top 40)                                            | 2             |
| Hungria (Stream Top 40)                                            | 2             |
| Israel (Media Forest)                                              | 2             |
| Itália (FIMI)                                                      | 1             |
| México (Monitor Latino)                                            | 1             |
| Nova Zelândia (Recorded Music NZ) Remix com Justin Bieber          | 2             |
| Nicarágua (Monitor Latino)                                         | 30            |
| Noruega (VG Lista) Remix com Justin Bieber                         | 1             |
| Países Baixos (Dutch Top 40)                                       | 2             |
| Países Baixos (Single Top 100)                                     | 2             |
| Panamá (Monitor Latino)                                            | 1             |
| Paraguai (Monitor Latino)                                          | 1             |
| Peru (Monitor Latino)                                              | 1             |
| Polônia (ZPAV)                                                     | 8             |
| República Dominicana (Monitor Latino)                              | 2             |
| Romênia (Airplay 100)                                              | 24            |
| Rússia (Tophit)                                                    | 3             |
| Suécia (Sverigetopplistan)                                         | 2             |
| Suíça (Schweizer Hitparade)                                        | 2             |
| Rússia (Official Charts Company)                                   | 2             |
| Ucrânia (Tophit)                                                   | 20            |
| Uruguai (Monitor Latino)                                           | 1             |
| Venezuela (Monitor Latino)                                         | 1             |
| Chart (2018)                                                       | Posição       |
| Alemanha (Official German Charts)                                  | 47            |
| Argentina (Monitor Latino)                                         | 56            |
| Bolívia (Monitor Latino)                                           | 30            |
| Canadá (Canadian Hot 100)                                          | 25            |
| Chile (Monitor Latino)                                             | 18            |
| Dianamrca (Tracklisten)                                            | 34            |
| Equador (Monitor Latino)                                           | 77            |
| El Salvador (Monitor Latino)                                       | 42            |
| EUA (Billboard Digital Songs)                                      | 61            |
| EUA (Billboard Hot Latin Songs)                                    | 1             |
| EUA (Billboard Streaming Songs)                                    | 14            |
| Guatemala (Monitor Latino)                                         | 44            |
| Honduras (Monitor Latino)                                          | 84            |
| Nicarágua (Monitor Latino)                                         | 88            |
| Panamá (Monitor Latino)                                            | 17            |
| Rússia (Official Charts Company)                                   | 61            |
| Rússia (Tophit)                                                    | 138           |
| Suécia (Sverigetopplistan)                                         | 41            |
| Suíça (Schweizer Hitparade)                                        | 25            |
| Uruguai (Monitor Latino)                                           | 36            |
| Rússia (Tophit)                                                    | 33            |

| Chart                           | Posição |
| ------------------------------- | ------- |
| EUA (Billboard Hot 100)         | 33      |
| EUA (Billboard Hot Latin Songs) | 1       |

A  - Nestas respectivas tabelas, a versão com Justin Bieber foi contabilizada com a original ou somente como a principal.

## Vendas e certificações
| Região | Certificação                | Vendas     |
| --- | --------------------------- | ---------- |
| Alemanha (BVMI) Versão remix com Justin Bieber | Ouro                        | 200,000^   |
| Argentina (CAPIF) | 2× Platina                  | 40,000^    |
| Austrália (ARIA) | 5× Platina                  | 350,000^   |
| Áustria (IFPI Áustria) | 2× Platina                  | 60,000*    |
| Bélgica (BEA) | 5× Platina                  | 150,000*   |
| Brasil (Pro-Música Brasil) | 5× Diamante                 | 960,000*   |
| Brasil (Pro-Música Brasil) Versão remix com Justin Bieber | Platina                     | 40,000*    |
| Canadá (Music Canada) | Diamante                    | 800,000^   |
| Dinamarca (IFPI Dinamarca) Versão remix com Justin Bieber | 5× Platina                  | 450,000^   |
| Espanha (PROMUSICAE) | 13× Platina                 | 520,000^   |
| Estados Unidos (RIAA) | Diamante                    | 2,938,000‡ |
| França (SNEP) | Diamante                    | 233,333*   |
| Itália (FIMI) | Diamante                    | 500,000‡   |
| México (AMPROFON) | 4x platina+5x Diamante+Ouro | 1,770,000* |
| Nova Zelândia (RMNZ) Versão remix com Justin Bieber | 3× Platina                  | 90,000*    |
| Polônia (ZPAV) | 2× Diamante                 | 200,000*   |
| Portugal (AFP) | 4x platina                  | 80,000‡    |
| Reino Unido (BPI) Versão remix com Justin Bieber | 4× Platina                  | 566,425    |
| Suécia (GLF) Versão remix com Justin Bieber | 13× Platina                 | 520,000^   |
| Suíça (IFPI Suíça) | Platina                     | 20,000^    |
| *números de vendas baseados somente na certificação ^distribuições baseadas apenas na certificação ‡vendas+valores de streaming baseados somente na certificação |                             |            |

## Histórico de lançamento
| País   | Data                   | Formato                | Versão                    | Gravadora(s)                                     | Ref.            |
| ------ | ---------------------- | ---------------------- | ------------------------- | ------------------------------------------------ | --------------- |
| EUA    | 13 de janeiro de 2017  | Download digital       | Original                  | Universal Latin                                  | [ 30 ]          |
| Itália | Download digital       | 3 de fevereiro de 2017 | Rádios mainstream         | Universal Latin                                  | [ 410 ]         |
| EUA    | 17 de março de 2017    | Download digital       | Versão pop                | Universal Latin                                  | [ 411 ]         |
| EUA    | 17 de março de 2017    | Download digital       | Versão Salsa              | Universal Latin                                  | [ 412 ]         |
| Europa | 31 de março de 2017    | CD single              | Original Versão pop       | Universal Latin                                  | [ 31 ]          |
| EUA    | 17 de abril de 2017    | Download digital       | Justin Bieber remix       | Universal Latin Republic Def Jam RBMG School Boy | [ 207 ]         |
| Europa | 17 de abril de 2017    | Download digital       | Justin Bieber remix       | Universal Latin Republic Def Jam RBMG School Boy | [ 413 ]         |
| Itália | 21 de abril de 2017    | Rádios mainstream      | Justin Bieber remix       | Universal Latin Republic Def Jam RBMG School Boy | [ 414 ] [ 415 ] |
| EUA    | 5 de maio de 2017      | Download digital       | Major Lazer e MOSKA remix | Universal Latin                                  | [ 416 ]         |
| EUA    | 5 de maio de 2017      | Download digital       | Versão urbana             | Universal Latin                                  | [ 417 ]         |
| EUA    | 14 de julho de 2017    | Download digital       | Versão em português       | Universal Latin                                  | [ 418 ]         |
| EUA    | 1º de setembro de 2017 | Download digital       | Versão Banda              | Universal Latin                                  | [ 419 ]         |
| EUA    | 26 de janeiro de 2018  | Download digital       | Versão em mandarim        | Universal Latin                                  | [ 420 ]         |